# Bessang Pass Natural Monument

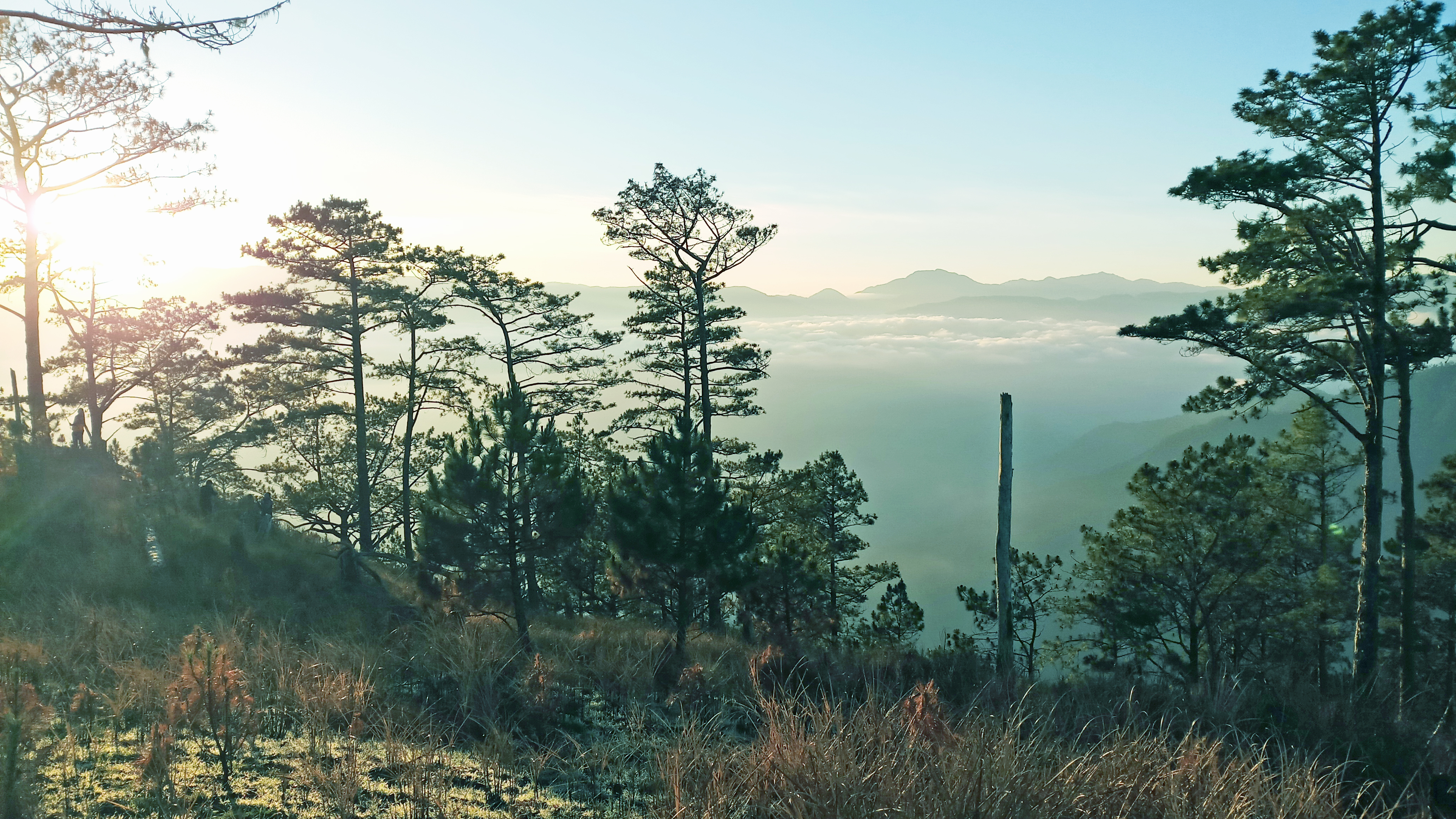
Bessang Pass Natural Monument

Das Bessang Pass Natural Monument liegt auf der Insel Luzon, Philippinen. Es wurde im Jahr 2000 auf einer Fläche von 5,11 km² in der Provinz Ilocos Sur auf dem Gemeindegebiet von Cervantes eingerichtet. Das Naturschutzgebiet wird von einer Pufferzone von 8,01 km² umgeben. Benannt wurde es nach dem Bessang-Pass, an dem im Zweiten Weltkrieg am 14. Juni 1945 eine Schlacht um den Pass zwischen der japanisch Kaiserlichen Armee und den US-Streitkräften stattfand. Zur Erinnerung an diese Schlacht wurde ein National Shrine (nationale Gedenkstätte) errichtet. 
Der Pass liegt ca. 140 km südlich von Vigan City und 371 Kilometer nördlich von Manila. Das Naturschutzgebiet Bessang Pass Natural Monument liegt im westlichsten Gebirgszug der Cordillera Central. Nördlich des Naturschutzgebietes schließt sich der Tirad-Pass-Nationalpark an. Die nationale Gedenkstätte wurde direkt am Bessang-Pass errichtet, auf 1390 Meter Höhe.